# Saadier

Das Saadier-Reich zur Zeit seiner größten Ausdehnung (um 1591)

Die Saadier (arabisch سعديون, DMG Saʿdīyūn, marokkanisches Tamazight ⵉⵙⵄⴷⵉⵢⵏ Isɛdiyen) waren eine muslimische Dynastie, die von 1549 bis 1664 über das heutige Marokko herrschte.

## Herrscher
Unter der Herrschaft der Wattasiden (1465–1549) befand sich Marokko in einer schweren Krise, da die Dynastie nur eine geringe Autorität besaß und das Land nicht gegen Portugal schützen konnte. Im Widerstand der religiösen Bruderschaften und Marabouts übernahmen die Saadier unter dem Scherifen Abu Abdallah al-Qaim (1509–1517) die Führung. Sie errichteten eine eigenständige Machtbasis in Südmarokko, indem die Banu Saad (Banū Saʿd) mit dem Stamm der Banu Maqil (Banū Maʿqil) vereinigt wurden. Letztere waren im 13. Jahrhundert in kleiner Zahl aus dem Jemen gekommen. Durch die Eroberung des portugiesischen Agadir gewannen die Saadier breite Unterstützung und konnten gegen den Widerstand von Bu Hassun 1549 die Wattasiden stürzen.
Die Sultane Muhammad asch-Schaich (1549–1557) und Abdallah al-Galib (1557–1574) mussten sich zunächst gegen die Osmanen behaupten, die mehrmals auch im westlichen Maghreb intervenierten und mit Bu Hassun 1554 zeitweise Fès besetzten. Bei Kämpfen um die Thronfolge konnte sich Abu Marwan Abd al-Malik (1576–1578) mit osmanischer Hilfe in Marokko so die Herrschaft sichern. Als der portugiesische König Sebastian I. den entthronten Abu Abdallah (1574–1576) wieder an die Macht bringen wollte, wurde das Invasionsheer bei Qsar al-Kabir vernichtend geschlagen.
Nachdem Abu Marwan Abd al-Malik während der Schlacht gestorben war, konnte sich Ahmad al-Mansur (1578–1603) als neuer Herrscher durchsetzen. Unter diesem erreichte Marokko wirtschaftlich und kulturell nochmals eine Blütezeit. Durch Handelsabkommen kam es zu einem verstärkten Warenaustausch mit England. Ebenso wurde der Transsaharahandel stark gefördert. Um diesen Handel besser kontrollieren zu können, wurden durch einen Feldzug das Songhaireich am Niger zerschlagen und die Handelszentren Gao und Timbuktu erobert (1590–1591). Allerdings konnte das besetzte Land nicht dauerhaft gehalten werden. Der Saharahandel mit Marokko wurde vielmehr schwer geschädigt und verlagerte sich verstärkt nach Tripolis und Tunis.
Nach dem Tod al-Mansurs brachen mangels Thronfolgeregelung Machtkämpfe aus, im Laufe derer sich in Fès und Marrakesch zwei Linien der Saadier festsetzten. Während dieser Zeit nahm Marokko viele der Morisken auf, die aus Spanien vertrieben wurden. Teile von ihnen siedelten sich in Sale an, wo sie zwischen 1603 und 1668 ein unabhängiges Korsarenreich gründeten. Im Jahr 1626 ging Fès an die Dila-Bruderschaft verloren und 1659 eroberten die Alawiden Marrakesch und beendeten die Herrschaft der Saadier.